# Magnificat (Vaughan Williams)
Il Magnificat o Canzone di Maria è una composizione sacra di Ralph Vaughan Williams del 1932 ed è ambientata su uno dei tre cantici del Nuovo Testamento.

## Orchestrazione
È scritto per contralto (o mezzosoprano) solista, coro femminile e un'orchestra composta da due flauti (il primo ha una parte da solista molto importante; il secondo raddoppia sull'ottavino), due oboi, corno inglese, due clarinetti, due fagotti, quattro corni, due trombe, timpani, triangolo, piatti, grancassa, tamburello, tamburo indiano, glockenspiel, celesta, arpa, organo e archi.

## Analisi musicale
Questa è un'insolita ambientazione del noto testo. Dopo un'apertura eterea, un contralto/mezzosoprano solista canta il testo del Magnificat, mentre il coro femminile si inserisce con altri testi in lode della Vergine Maria.
Le linee rapsodiche del solista contrastano con il tono più riflessivo del coro, mentre una parte importante del flauto solista evoca il mondo ultraterreno in un modo che ricorda Debussy.
Esistono accompagnamenti per orchestra da camera. Sono inoltre disponibili accompagnamenti alternativi per flauto e pianoforte o per orchestra completa.